# Puerto Lápice
Puerto Lápice est une municipalité espagnole de la province de Ciudad Real, dans la région autonome de Castille-La Manche.

## Géographie
Puerto Lápice doit son nom à la position qu'elle occupe entre deux montagnes (puerto en espagnol signifie col, ou passage entre deux montagnes), la Sierra de la Calderina et les premiers plissements des Monts de Tolède, formant une route naturelle entre le centre et le sud de la péninsule Ibérique. Son appellation la plus anciennement connue est « Ventas de Puerto Lápice », en raison des auberges (Ventas en espagnol) qui, pendant des siècles, ont accueilli les voyageurs faisant étape dans cette région de passage, point de ralliement et de départ de différentes routes. De 1923 à 1932, Puerto Lápice est renommée « Puerto de San Juan ».
Son climat est de type méditerranéen continental, avec une température moyenne de 14 °C et des précipitations irrégulières.

## Histoire
Puerto Lápice a été acteur et témoin de différents faits historiques. Son origine est probablement romaine. L'empereur romain Trajan y a fait étape au Château de la Fosse (Castillo del Foso), à la place duquel sera construit l'Auberge du Coin (Posada del Rincón). Elle devait être sur la voie romaine reliant les villes plus importantes d'Amensara, Àlava, Bastia et Consaburum (l'actuelle Consuegra), reliant cette dernière au chemin de Laminio à Toletum (Tolède), citée dans l'Itinéraire d'Antonin.
Le roi Charles III fait de la ville une paroisse et le siège d'un tribunal en 1774, époque où elle compte quatre auberges, témoignant de son importance comme étape sur la route entre Madrid et l'Andalousie. Le revers de cette position stratégique est lié à la guerre d'indépendance espagnole, au cours de laquelle les troupes françaises empruntent ce chemin en 1812, causant d'importants dégâts. La municipalité est créée en 1841.

## Lieux et monuments
- Le patrimoine artistique de Puerto Lápice est essentiellement littéraire et lié à Don Quichotte, roman de Cervantes paru en 1605. L'auteur y situe notamment, en début de son œuvre, l'épisode rocambolesque où le héros, empressé d'entreprendre son périple, prend l'auberge pour un château et demande au tavernier de l'armer chevalier[3]. L'auberge de Don Quichotte (Venta del Quijote), telle qu'on peut la voir aujourd'hui, date du XVIIIe siècle et a été restaurée à la fin du XXe siècle. Elle est le siège de la Confrérie des Chevaliers de Don Quichotte, fondée en ces lieux le 29 mai 1972[2].
- La place du village est au centre de la vie sociale. Du style typique de Castille-La Manche, elle s'organise sur deux étages et affiche une couleur rouge[2].
- L'église paroissiale Notre-Dame du Bon-Secours, construite en 1859, est de style néo romantique[2].
- Le pont ibérique ou romain sur le chemin de Consuegra est le vestige le plus ancien de la cité[2].

## Personnalités liées à la commune
- Théophile Gautier fait étape à Puerto Lápice en 1840
- Alexandre Dumas y fait étape en 1846

## Galerie

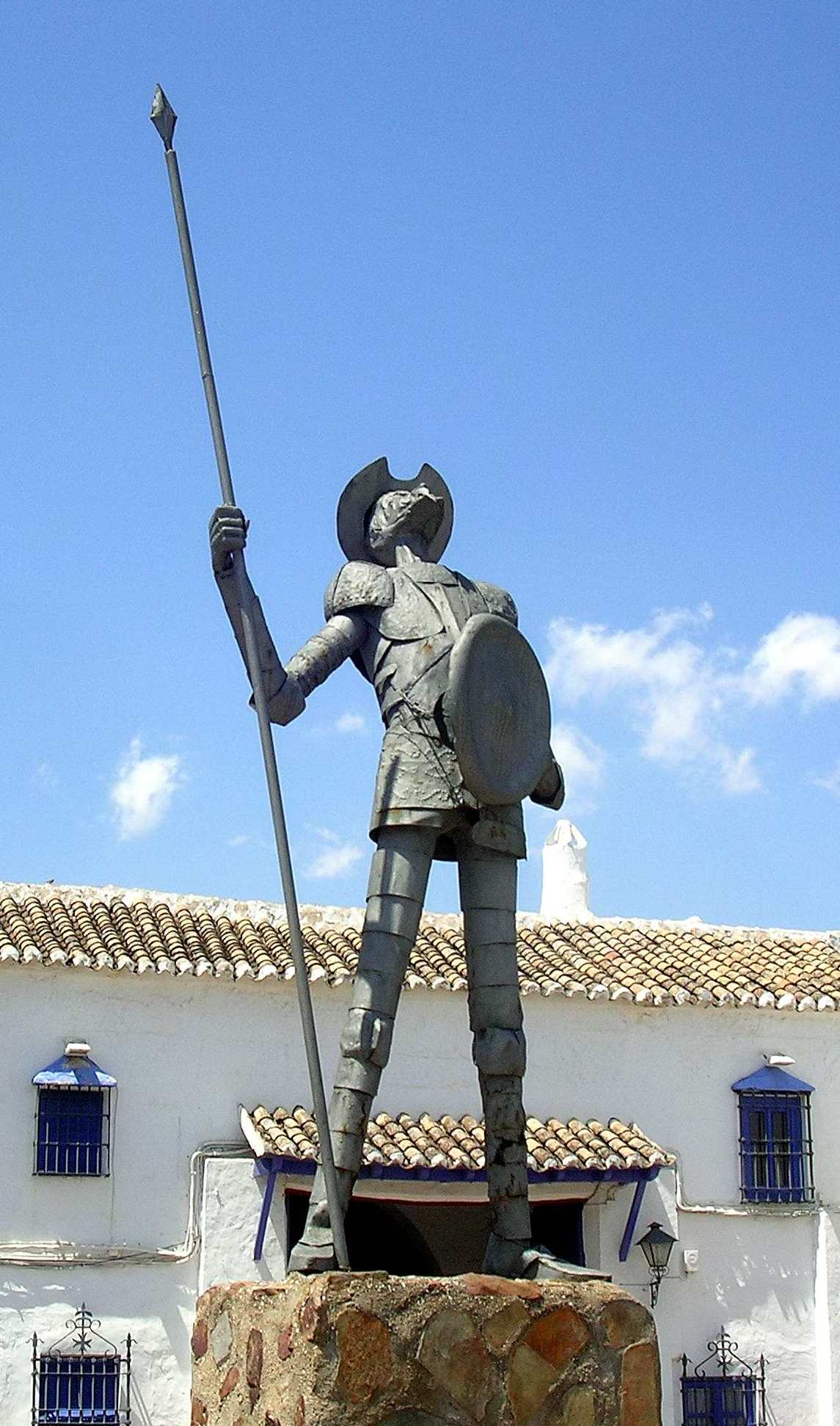
Photo de la Statue de Miguel de Cervantes Statue de Don Quichotte
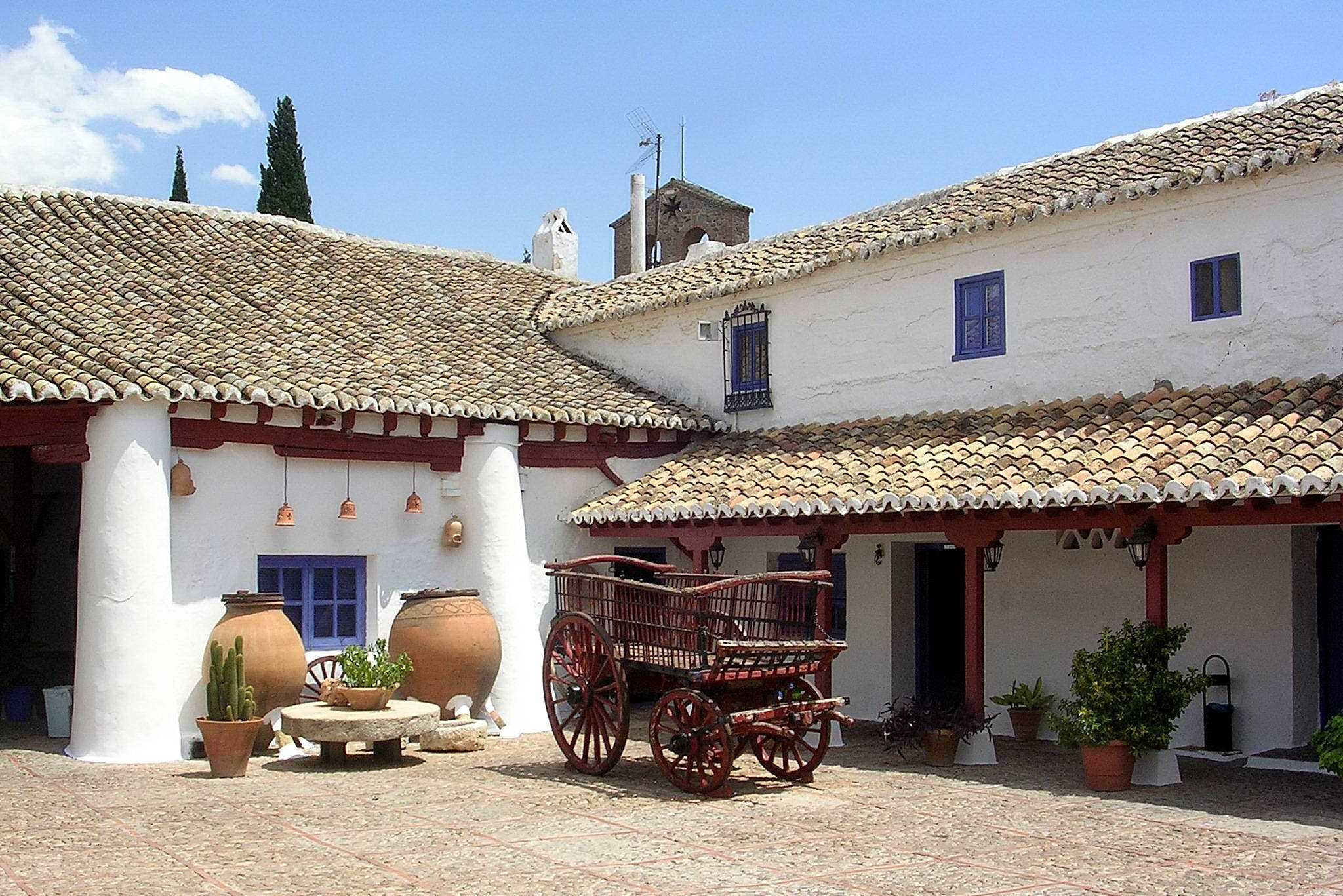
Patio de l'auberge de Don Quichotte (Venta del Quijote)
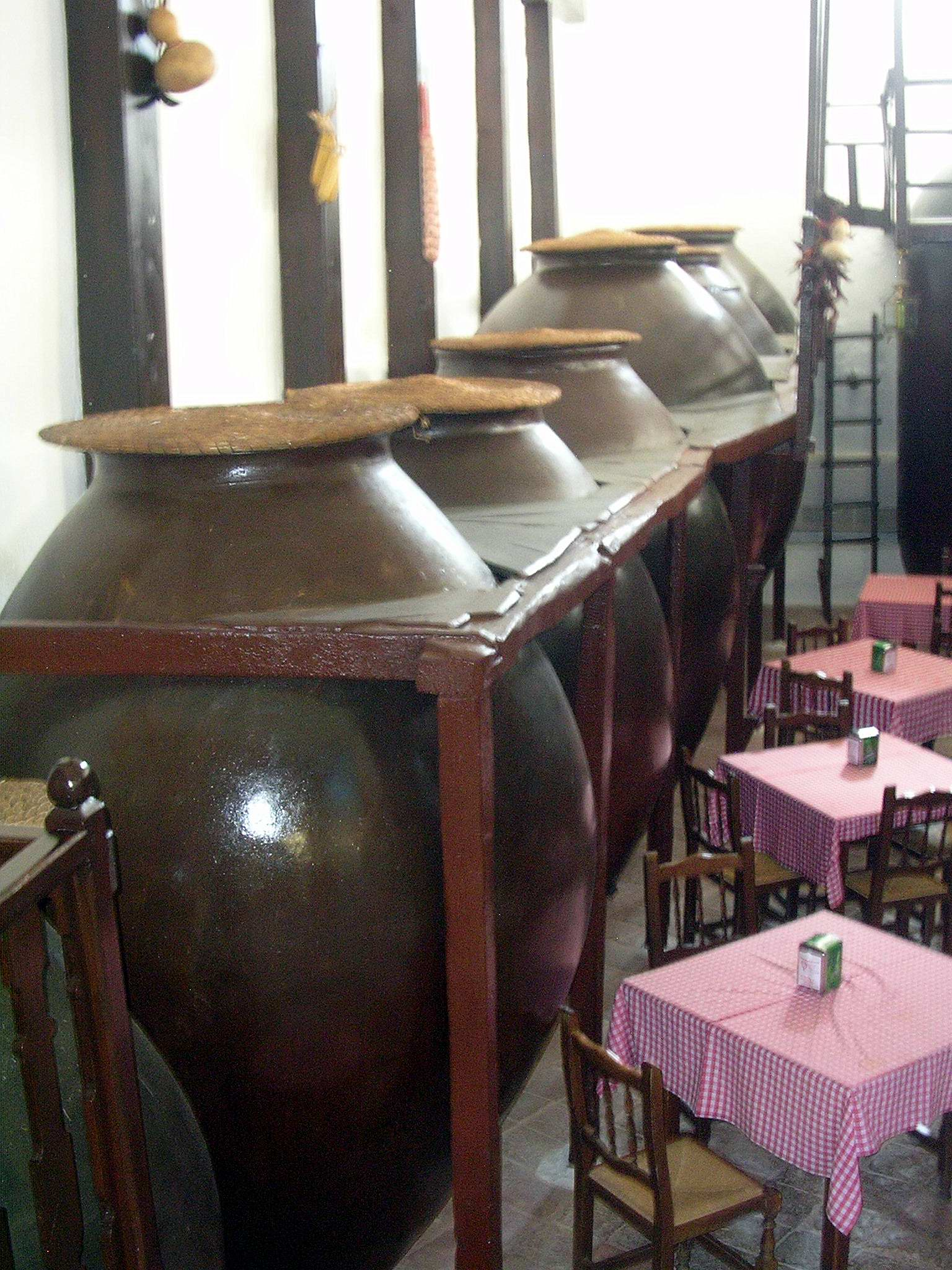
Grandes jarres à vin
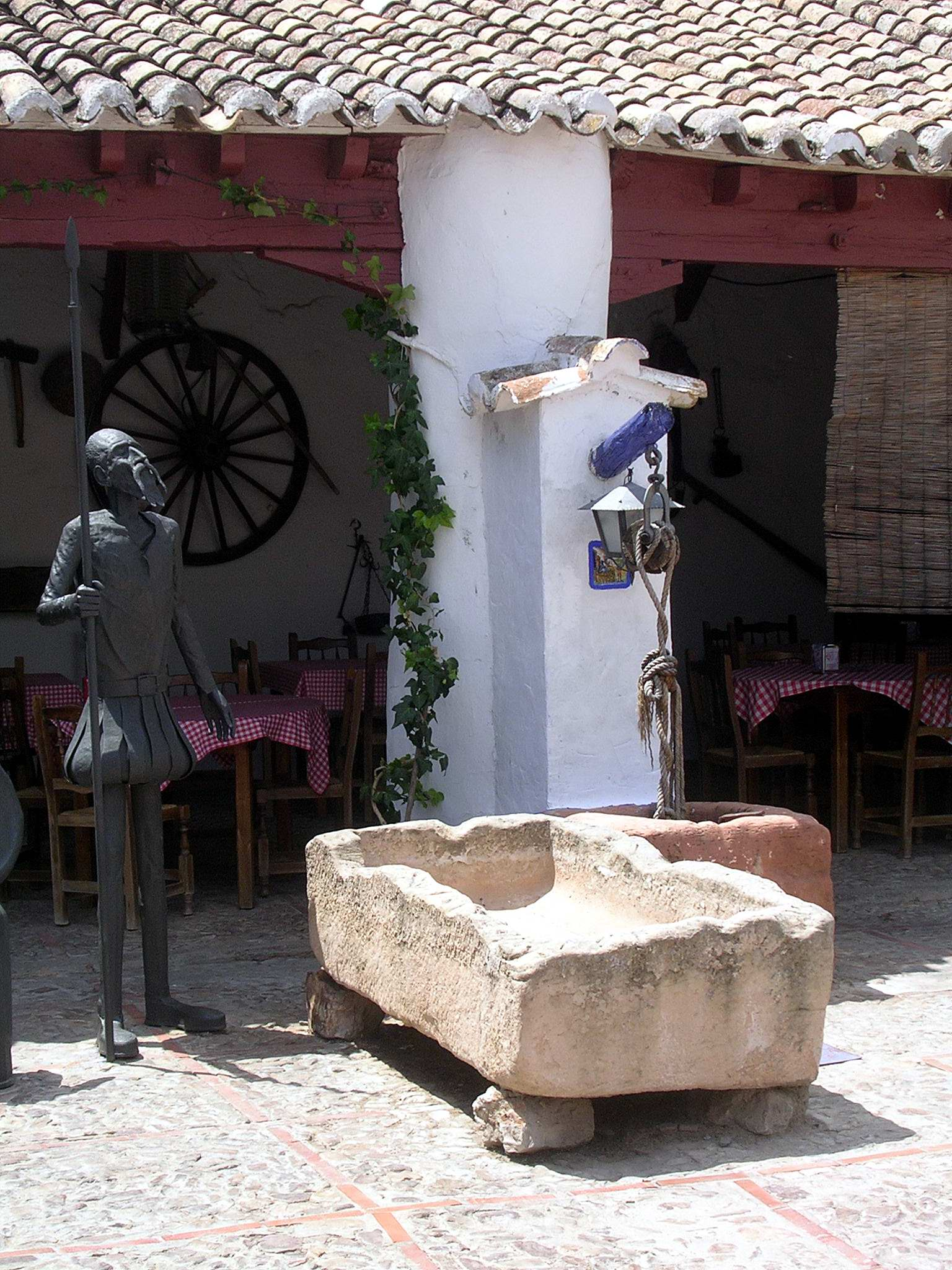
Auge de l'auberge de Puerto Lápice
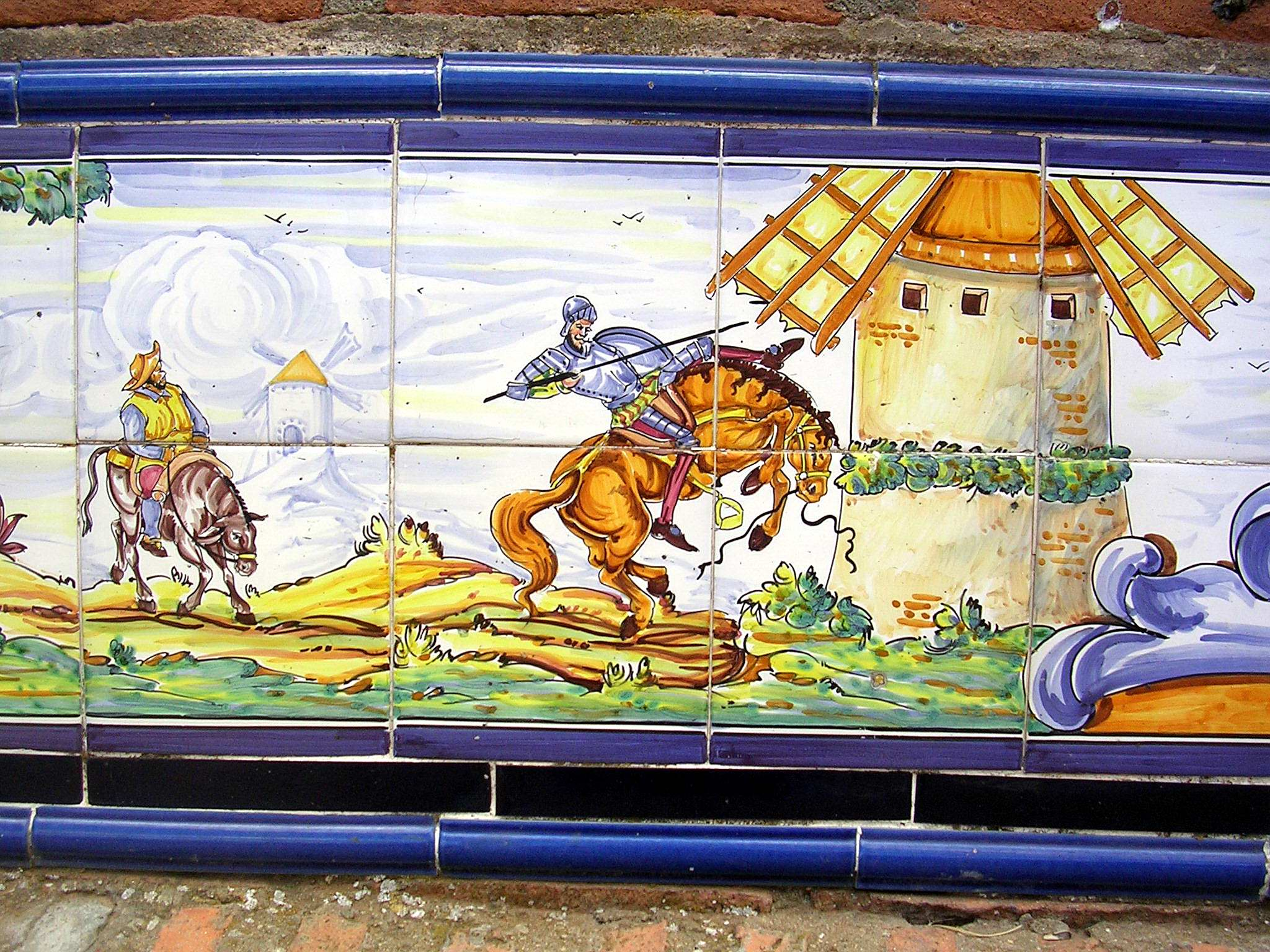
Azulejo de la place du village, décrivant une scène de combat de Don Quichotte contre un moulin à vent